# Chechło (przystanek kolejowy)
Chechło – przystanek kolejowy w Chechle Drugim, w województwie łódzkim, w Polsce. Położony jest na linii kolejowej warszawsko-kaliskiej.

## Ruch pasażerski[1]
| Rok  | Wymiana pasażerska na dobę |
| ---- | -------------------------- |
| 2017 | 50-99                      |
| 2018 | 50-99                      |
| 2019 | 50-99                      |
| 2020 | 20-49                      |
| 2021 | 50-99                      |
| 2022 | 100-149                    |
| 2023 | 100-149                    |

## Połączenia
- Łódź
- Poznań
- Sieradz
- Warszawa